# ويليام إينز هومر
ويليام إينز هومر (بالإنجليزية: William Innes Homer)‏ هو كاتب ومؤرخ أمريكي، ولد في 8 نوفمبر 1929 في Merion Station, Pennsylvania ‏ في الولايات المتحدة، وتوفي في 8 يوليو 2012 في غرينفيل في الولايات المتحدة.